# Батина
Батина — деревня в Кудымкарском районе Пермского края. Входит в состав Егвинского сельского поселения. Располагается на левом берегу реки Егвы северо-восточнее от города Кудымкара. Расстояние до районного центра составляет 14 км. По данным Всероссийской переписи населения 2010 года, в деревне проживало 102 человека (49 мужчин и 53 женщины).
В деревне две улицы: ул. Васькина и ул. Колхозная.

## История
По данным на 1 июля 1963 года, в деревне проживало 245 человек. Населённый пункт входил в состав Батинского сельсовета.